# Жозе Фонтана
Жозе Фонтана (порт. José de Anchieta Fontana, нар. 31 грудня 1940, Санта-Тереза — пом. 9 вересня 1980, Санта-Тереза) — бразильський футболіст, що грав на позиції захисника.
Виступав за клуби «Віторія Капішаба», «Ріо-Бранко Віторія», «Васко да Гама» та «Крузейру», а також національну збірну Бразилії, у складі якої став чемпіоном світу.

## Клубна кар'єра
Починав кар'єру в клубах рідного штату «Віторія Капішаба» та «Ріо-Бранко Віторія», де двічі ставав переможцем Ліги Капішаба.
1962 року перейшов до складу одного з найкращих клубів Бразилії, «Васко да Гама», де став одним з лідерів в обороні поряд з Бріто. У «Васко» Жозе Фонтана двічі вигравав Кубок Гуанабара, а також став переможцем Турніру Ріо-Сан-Паулу 1966 року. Відіграв за команду з Ріо-де-Жанейро наступні сім сезонів своєї ігрової кар'єри.
1969 року перейшов до клубу «Крузейру», в першому ж сезоні ставши з клубом чемпіоном штату. Закінчив кар'єру футболіста в 1972 році, вдруге вигравши з «Крузейру» Лігу Мінейро.

## Виступи за збірну
8 червня 1966 року дебютував у складі національної збірної Бразилії в матчі проти збірної Перу (3:1).
1970 року був викликаний до складу збірної Бразилії на чемпіонату світу у Мексиці. На тому мундіалі він зіграв один матч групового турніру проти збірної Румунії і в підсумку став чемпіоном світу.
1966 року дебютував в офіційних матчах у складі національної збірної Бразилії. Протягом кар'єри у національній команді, яка тривала 5 років, провів у формі головної команди країни лише 7 матчів. Також зіграв 4 гри, що не увійшли до реєстру ФІФА. 

## Смерть
9 вересня 1980 року, під час футбольного матчу з друзями, Фонтані стало погано і він помер від серцевого нападу у віці 39 років в рідному місті Санта-Тереза.

## Титули і досягнення
- Чемпіон світу (1): 1970
- Переможець Турніру Ріо-Сан-Паулу (1): 1966
- Чемпіон штату Мінаїс-Жерайс (2): 1969, 1972
- Чемпіон штату Еспіріту-Санту (2): 1959, 1962